# سلهد
سلهد (به انگلیسی: Salhad) یک منطقهٔ مسکونی در پاکستان است که در ناحیه میرپور واقع شده‌است. سلهد ۲۱٬۲۱۱ نفر جمعیت دارد.